# Рам, Кристина
Кристина Рам (швед. Christina Rahm, полное имя Margaretha Christina Rahm, урождённая Hintz; 1763—1837) — шведская оперная певица (сопрано) и театральная актриса.
Работала в ряде театров и в гастролирующих труппах; была одной из самых известных актрис в Швеции в то время.

## Биография
Родилась 1 августа 1763 года в Стокгольме.
23 сентября 1783 года в Стокгольме вышла замуж за мастера по изготовлению париков Королевской оперы Якоба Рама (1757—1800). Работала в театре Eriksbergsteatern (1782—1784) и в Театре Стенборга (1784—1799), где была примадонной труппы.
Кристина Рам описывалась современниками как «одна из самых полезных актрис театра», она участвовала как в опереттах, так и в драмах, обладая прекрасным певческим голосом также работала в мюзиклах. Особенно была известна своими ролями субреток. В числе её ролей были: Дженни в «Kungen och skogvaktaren», субретка Лисбет в «Njugg spar och fan tar», Орфал в «Alexander den Store» (1784), Катау в «Фрёкен Юлия» (1786), Розали в «Den bedragne bedragaren» (1788), брючная роль барона Бирквица в «Greven av Oldsbach» (1790), аббатиса в «Волшебной флейте» (1794) и Женевьева в «Richard Lejonhjärta» (1795). 11 декабря 1785 года она сыграла Розину в «Севильском цирюльнике», будучи беременной её дочерью Шарлоттой, которая родилась 13 января 1786 года. Это был её первый ребёнок в семье из пяти детей. Кристиной Рам было дано несколько бенефисов, что свидетельствовало о её статусе как одного из самых ценных членов театра.
После того, как Театр Стенборга был закрыт в 1799 году, Рам гастролировала с бродячей труппой под руководством Йохана Антона Линдквиста, в 1800 году выступала в Гётеборге. В этот период времени умер её муж, не оставив никакого наследства, жизнь многодетной актрисы пришлось в тяжёлых условиях. В 1804—1809 годах Кристина была членом передвижной театральной труппы Карла Стенборга (сын Петтера Стенборга — основателя Театра Стенборга); выступала, в частности, в Линчёпинге, Карлскруне, Кальмаре и Гётеборге.
В 1810 году она упоминалась как бедная и болезненная женщина, живущая в приходе Якоба и Йоханнеса в Стокгольме, поддерживаемая заботой прихода. Умерла 3 января 1837 года в указанном приходе. О её долгой и успешной актёрской карьере тогда уже забыли.
Кристина Рам включена была включена в книгу «Anteckningar om Stockholms teatrar 1773—1863» Фредерика Августа Дальгрена, став одной из немногих женщин своей профессии XVIII века, упоминаемых в литературе.